# György Béla
Aknaszlatinai György Béla (Budapest, 1905. december 18. – Budapest, 1985. március 7.) aranydiplomás bányamérnök, oktató, szakíró.

## Életpálya
Bányászcsaládból származott: apja György Albert (1862–1941) bányamérnök, nagyapja Gschwandtner Albert (1837–1903) aknaszlatinai bányaigazgató, anyai nagyapja Radig Károly (1847–1914) bányafelügyelő. Öt lánytestvére volt.
A Ciszterci Rend Budapesti I. kerületi Szent Imre Főgimnáziumában érettségizett (1923). 1923-ban iratkozott be a Magyar Királyi Bánya- és Erdőmérnöki Főiskola bányamérnöki szakára, ahol bányamérnöki oklevelet szerzett. 1930–1931-ben katonai szolgálatot teljesített. Pályafutása kezdetén az Alacskai Kőszénbánya Vállalatnál, majd 1934-től a Magyar Általános Kőszénbánya Rt. tatabányai IX. aknájánál dolgozott. Itt a 20 méteres széntelepet korszerű frontfejtéssel művelték, és az általa irányított bányaüzem országos szinten is kiemelkedően gazdaságosnak számított. A bányák robbanóanyag-felhasználását is felügyelte, e munka megalapozta a későbbi Robbanóanyagipari Kutató Intézet létrejöttét. Az 1935-ös IX. aknai bányatűz után átvette a bányamentő állomás gyakorlati irányítását, valamint a tűzoltóság vezetését is. 1950-ben a várpalotai szénbányák műszaki osztályát vezette, majd a Vértes–Bakonyi Szénbányák pusztavámi üzemének főmérnöke lett. A vállalat beolvadt a Közép-dunántúli Szénbányákba, ahol 1954-től a tröszt veszprémi központjában vezette a műszaki fejlesztési osztályt egészen 1967. december 31-i nyugdíjazásáig.
György Béla 1933-tól volt tagja a bányászati egyesületnek. 1955-ben megszervezte a közép-dunántúli csoportot, amely nemcsak a szén-, hanem a mangánérc-, bauxit- és ásványbányászat dolgozóit is összefogta. Fáradhatatlan szervezőmunkájáért kétszer is elnyerte a Zorkóczy Samu-emlékérmet (1963, 1965, valamint a tagság 40. évfordulóján, 1973-ban is elismerésben részesült). A Bányaipari Technikum veszprémi tagozatán 12 évig oktatott, technikusok generációit nevelte a szakmához. Nyugdíjasként is aktív maradt: szakmai és történeti cikkei rendszeresen jelentek meg a Bányászati Lapokban. 1980-ban a Nehézipari Műszaki Egyetemen aranydiplomával ismerték el szakmai életútját. Halála – amely rövid betegség után 1985. március 7-én következett be – mély megrendülést váltott ki szakmai körökben. Április 10-én a Farkasréti temetőben búcsúztatták el.

### Családja
1935. február 16-án Budapesten feleségül vette Szepesházy Ilonát (1908–1986), Szepesházy Ágoston (1876–1963) sajószentpéteri bányaigazgató és Bocsor Lenke lányát. Négy fiúgyermekük született: Béla, Lajos, Ede és Jenő.